# Senhit Zadik Zadik
Senhit Zadik Zadik, känd som Senit, född 1 oktober 1979 i Bologna, är en italiensk sångerska. Senit representerade San Marino i Eurovision Song Contest 2011 i Düsseldorf, Tyskland och skulle ha representerat San Marino igen i Eurovision Song Contest 2020.

## Biografi
Senit föddes i den italienska staden Bologna, till eritreanska föräldrar. Hennes karriär inom musik inledde hon utomlands. Hon har i musikaler som Fame, Lejonkungen och Hair uppträtt i både Schweiz och Tyskland.
År 2002 återvände hon till Italien och släppte år 2006 sitt debutalbum Senit. Året därpå släppte hon sitt andra album, Un tesoro è necessariamente nascosto. År 2009 släppte hon tredje och senaste album, So high med låtar på engelska, däribland singlarna Work hard och Party on the dance floor.

## Eurovision Song Contest
Senit presenterades internt av San Marinos TV-bolag att representera landet vid Eurovision Song Contest 2011 i Düsseldorf. Hon deltog i den första semifinalen, den 10 maj 2011. Hon lyckades inte ta sig vidare till finalen, enda gången San Marino har lyckats ta sig till finalen är i Eurovision Song Contest 2014 och 2019.
Senhit valdes åter internt 2020 för att representera San Marino med låten Freaky, men då tävlingen ställdes in på grund av coronaviruset blev hennes deltagande inte av. 2021 meddelade man att Senhit skulle komma tillbaka, och den 7 mars presenterades låten Adrenalina med en vers av rapparen Flo Rida. Senhit tävlade i den andra semifinalen, den 20 maj.

## Diskografi

### Album
- 2006 - Senit
- 2007 - Un tesoro è necessariamente nascosto
- 2009 - So High

### Singlar
- 2005 - La mia città è cambiata
- 2005 - La cosa giusta
- 2005 - In mio potere
- 2007 - La faccia che ho

### Fotnoter
1. ↑  ”San Marino: Senhit will be Freaky in Eurovision 2020”. Eurovisionworld. 9 mars 2020. https://eurovisionworld.com/esc/san-marino-senhit-will-be-freaky-in-eurovision-2020. Läst 10 mars 2020.
2. ↑  Brey, Marco (3 februari 2011). ”Senit to represent San Marino”. EBU. http://www.eurovision.tv/page/news?id=24933&_t=senit_to_represent_san_marino. (engelska)